# Sexsomnie
Pour un article plus général, voir Parasomnie.
 Mise en garde médicale

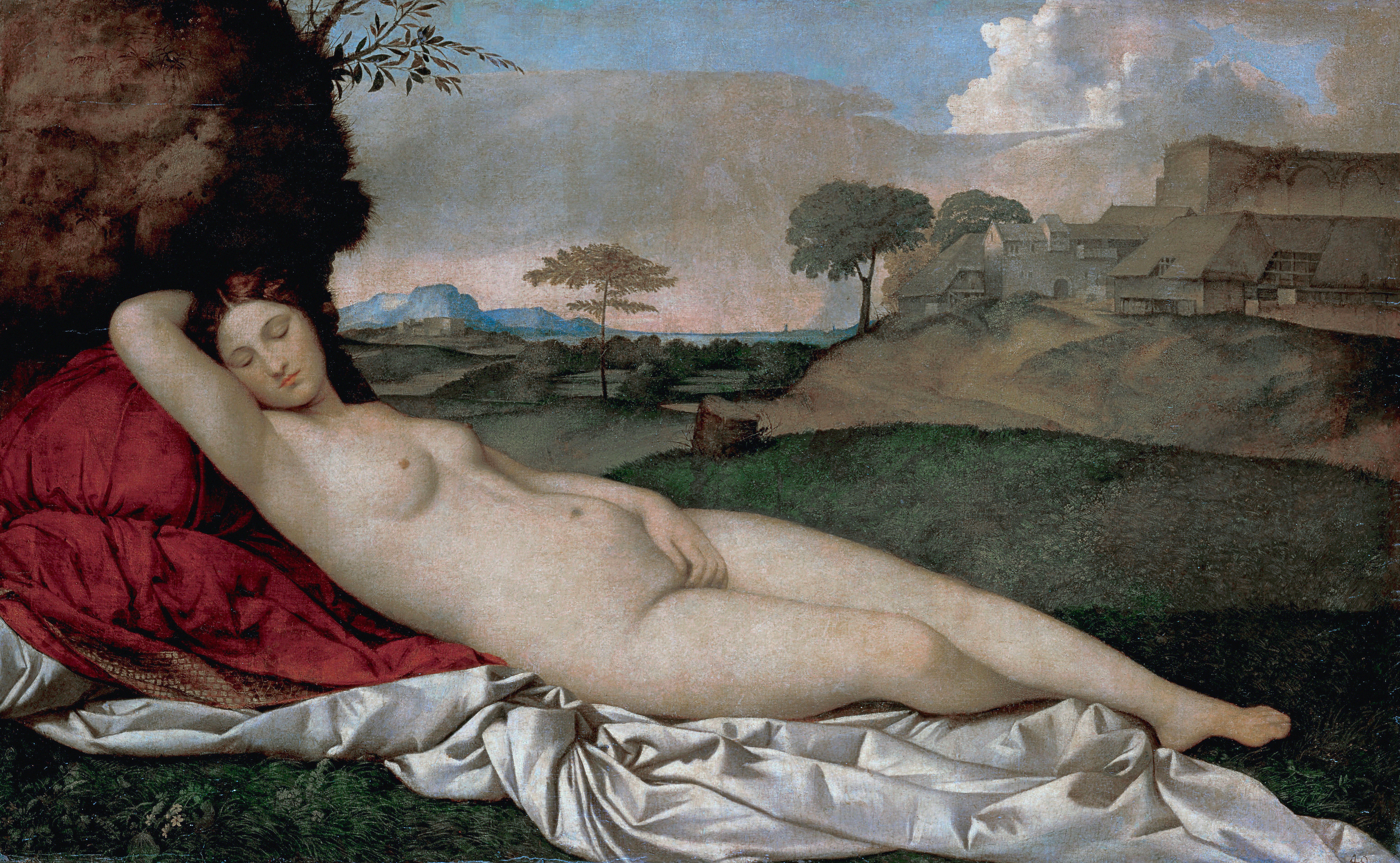
La Vénus de Dresde, Giorgione.

La sexsomnie (parfois orthographiée sexomnie) est un sous-type de parasomnie caractérisé par un comportement à type d'activité sexuelle pendant le sommeil et apparenté au somnambulisme (trouble de l'éveil en sommeil non paradoxal selon le DSM-5 ou trouble du réveil en sommeil lent profond selon la CITS-3).

## Symptômes
Dans la sexsomnie, on retrouve un état confusionnel associé à des comportements sexuels parfois violents (masturbation, vocalisations sexuelles, agression du partenaire…).[réf. souhaitée]
Le trouble, qui peut toucher les deux sexes, est caractérisé par le fait que le sujet n'en garde aucun souvenir,,. Ce sont ses proches (ou ses victimes) qui l'informeront de ses comportements nocturnes anormaux. Parfois, les témoins de ces événements déclarent que la personne avait l'air « possédée » et, souvent, qu'elle usait d'un langage beaucoup plus cru et d'un comportement plus agressif qu'en temps normal[réf. souhaitée].
Cette rare parasomnie n'est pas anodine puisqu'elle peut provoquer des problèmes pour la personne en étant affectée (physiquement et moralement) ainsi que des problèmes d'ordre juridique (procès pour viol ou atteintes aux mœurs).

## Diagnostic
L'enregistrement du sommeil en polysomnographie avec vidéo permet de détecter la nature exacte du trouble. Le plus souvent, il survient (comme le somnambulisme) durant le sommeil lent, mais il peut aussi s'agir d'un trouble du comportement en sommeil paradoxal (TCSP) voire être d'origine épileptique[réf. souhaitée].

## Facteurs de risques
La prise d'alcool ainsi que de certaines drogues et de médicaments peut favoriser l'apparition d'épisodes de sexsomnies.
Il faut en rapprocher certains troubles du comportement de type compulsif (jeux d'argent, hypersexualité) en rapport avec une intolérance aux médicaments dopaminergiques (souvent utilisés dans le traitement du syndrome des jambes sans repos ou de la maladie de Parkinson). Certains somnifères dits « de nouvelle génération » ont été rendus également responsables d'épisodes dits « de somnambulisme complexe » avec possibilité d'agression à caractère sexuel, suivis d'une amnésie totale des faits[réf. souhaitée].

## Confusion
Les personnes atteintes du syndrome de Kleine-Levin (une maladie d'origine génétique caractérisée par la survenue, durant quelques jours, de crises d’hypersomnie, accompagnées de perturbations de l’humeur et du comportement à connotation sexuelle) n'ont pas de vraies sexsomnies puisqu'elles sont éveillées[réf. souhaitée].

## Filmographie
- Dr House, saison 1, épisode 17 : « Double discours ». En consultation, House remarque une patiente souffrant de sexsomnie.
- Desperate Housewives, saison 7, épisode 2 : « Soulager sa douleur ». Gabrielle fait croire à Carlos qu’elle souffre de sexsomnie.
- Super. Libby, amoureuse de Frank, le viole et s'excuse en prétextant une sexsomnie.
- New York, Unité Spéciale, Saison 9, épisode 2 : « L'autre Univers »

## Sources externes
- « Sexsomnie », sur Sommeil et médecine générale. Informations sur les troubles du sommeil.
- « Hypersexualité liée aux agonistes dopaminergiques anti-parkinsoniens ou dans le syndrome des jambes sans repos », Vigipharm (Centre régional de pharmacovigilance de Picardie), juin 2007, page 3. Communiqué de pharmacovigilance sur les dopaminergiques.
- (en) Communiqué de la FDA à propos de la mise en garde sur le risque de somnambulisme complexe lié aux somnifères de type « composés Z » (Zolpidiem et Zopiclone).
- Hypersomnies.fr, site consacré aux pathologies du sommeil
- Les Inrockuptibles, « L'inquiétante sexualité somnambule », sur lesinrocks.com, 2 août 2010
- Le Figaro Santé, « La sexsomnie, forme rare mais réelle de somnambulisme », sur edito.sante.lefigaro.fr, 3 octobre 2014